# Frédéric Fuzet
Edmond Frédéric Fuzet (Laudun, 9 septembre 1839 – Rouen, 20 décembre 1915) est un ecclésiastique français, prêtre puis évêque et archevêque. Il a également écrit plusieurs ouvrages historiques.

## Biographie
Après des études au grand séminaire de Nîmes, Frédéric Fuzet est ordonné prêtre en 1864. Il est alors nommé vicaire à Beaucaire, puis professeur d'histoire ecclésiastique à la faculté catholique de Lille de 1876 à 1883. C'est alors qu'il publie sa thèse, Les jansénistes du XVIIe siècle et leur dernier historien, M. Sainte-Beuve. Il s'y montre violemment antijanséniste. Le livre n'a pas grand succès.
En 1884, l'abbé Fuzet est nommé curé de Villeneuve-lès-Avignon. Il fait effectuer des fouilles dans l'église de l'ancienne chartreuse, dévastée à la Révolution. Il y retrouve notamment la dépouille d'Armand de Bourbon-Conti (1629-1666). Ce prince du sang, frondeur notoire (il est le frère de la duchesse de Longueville et du prince de Condé), est également le premier protecteur officiel de Molière, avant de rejoindre le mouvement janséniste. Son épitaphe, rédigée par Pierre Nicole, est restaurée par l'abbé Fuzet. La dépouille du prince de Conti, elle, sera inhumée à Port-Royal des Champs en 1906, toujours à l'initiative de l'abbé Fuzet.
Après quelques années de cure paroissiale, l'abbé Fuzet est nommé évêque de La Réunion en octobre 1887. Ses détracteurs disent de lui qu'il a la « fièvre violette », c'est-à-dire qu'il a cherché à tout prix à devenir évêque. En effet, politiquement, Frédéric Fuzet a tout pour plaire aux dirigeants de la IIIe République : il se déclare républicain sans ambiguïtés et fait part sans détours à son préfet qu'il est prêt à être un bon évêque républicain. En ces temps où la République est détestée par les catholiques pour son anticléricalisme, alors que le pape Léon XIII n'a pas encore demandé aux catholiques français de se rallier au régime, cette position est assez inattendue et suscite la polémique. Les catholiques conservateurs s'insurgent et pensent que Fuzet est allié aux francs-maçons, les républicains anticléricaux se méfient de cet ecclésiastique trop favorable à la République.
Pour Jacques-Olivier Boudon, « La volonté de l'éprouver en l'envoyant dans un diocèse colonial est évidente. Mais surtout, le cas Fuzet montre la méfiance de l'administration des cultes à l'égard des ecclésiastiques désireux de profiter du nouvel ordre politique pour s'élever dans la hiérarchie. » Son épiscopat à La Réunion se termine mal : c'est avec l'hostilité de la majorité de son clergé qu'il quitte l'île en mars 1893. Il est alors nommé évêque de Beauvais, où les campagnes de presse hostiles se multiplient. Il est accusé de tous les maux, y compris de piller les objets religieux dans les églises de son diocèse !
En 1899, il est nommé archevêque de Rouen, et ce jusqu'à sa mort en 1915. Son épiscopat y est plus apaisé. Son attitude lors de la séparation de l'Église et de l'État en 1905-1906 est saluée par les catholiques, jusqu'au pape Pie X. C'est la certitude que cette séparation sera définitive qu'il anticipe et organise le déménagement de l'ensemble des objets du palais archiépiscopal vers de nouveaux locaux. Cette prévoyance fait que le diocèse est encore aujourd'hui en possession de l'ensemble des biens meubles, et non pas présentés dans un musée comme c'est le cas ailleurs.

### Décès et monument funéraire

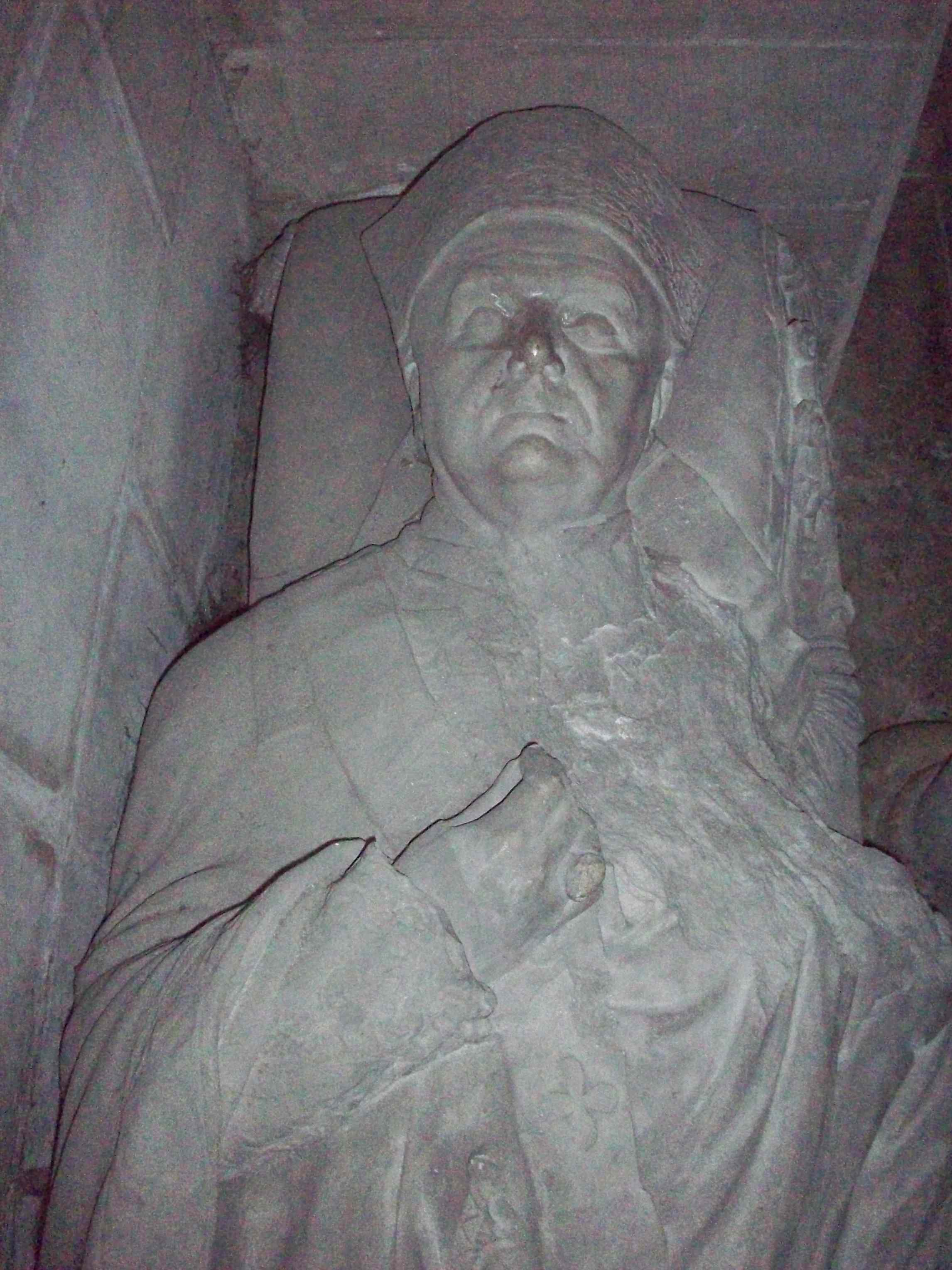
Gisant dans la chapelle Jeanne-d'Arc de la cathédrale de Rouen.

Lorsqu'éclate la Première Guerre mondiale, il adhère sans réserve à l'« Union sacrée », mais il succombe à une crise cardiaque le 20 décembre 1915. Il est enterré dans la chapelle Jeanne-d'Arc de la cathédrale de Rouen, où il s'était réservé un caveau funéraire dans un enfeu et où il souhaitait être représenté en gisant. Son effigie, taillée dans un bloc de pierre de Lens (Gard), est l'œuvre du sculpteur Henri Gauquié. Réalisé dans le style du XIIIe siècle, il repose sur un socle du sculpteur rouennais Foucher.

## Distinctions
- Chevalier de la Légion d'honneur (décret du 30 juillet 1894)[6]
- Officier d'académie
- Commandeur de l'ordre royal du Cambodge

## Héraldique
Ses armes sont : d'azur, à trois fusées d'artifice d'or, au chef cousu de gueules, chargé de trois étoiles d'or.

## Quelques ouvrages de Frédéric Fuzet
- Frédéric Fuzet, Les Jansénistes du XVIIe siècle: leur histoire et leur dernier historien, M. Sainte-Beuve, Paris, Bray et Retaux, 1876, 480 p.
- Frédéric Fuzet, Les Mutualités ecclésiastiques, Rouen, 1908, 15 p.
- Frédéric Fuzet, Pétrarque en Provence, pays d'Oc et d'ailleurs : ses voyages, ses amis, sa vie chrétienne, Arles, 1989 (réimpression), 471 p.
- Ne sont pas répertoriés ici les nombreuses allocutions, discours, instructions pastorales, préfaces d'ouvrages etc., qui sont visibles sur le site de la Bibliothèque nationale de France

## Sources biographiques
- Charles Cordonnier, Monseigneur Fuzet : archevêque de Rouen, Paris, Beauchesne et ses fils, 1950.
- Robert Eude, « Mgr Fuzet, archevêque de Rouen (1900-1915) », La Croix, no 20750,‎ 8 mai 1951, p. 3 (lire en ligne, consulté le 22 janvier 2023).
- Jacques-Olivier Boudon, L'Épiscopat français à l'époque concordataire. 1802-1905, Origines, formation, nomination, Cerf, 1996, 589 p., tome 9 de l’Histoire religieuse de la France, Jean-Marie Mayeur (dir.).